# Hannah Lena Rebel
Hannah Lena Rebel (geboren am 21. Mai 2001 in Wien) ist eine österreichische Komponistin, Tänzerin, Choreographin, Autorin und Fellow der Royal Society of Arts (RSA).
Nach ihrer professionellen Ballett- und Tanzausbildung an der Ballettakademie der Wiener Staatsoper und der Musik und Kunst Privatuniversität der Stadt Wien studierte sie zuerst Komposition und Dirigieren am Prayner Konservatorium und anschließend Medienkomposition mit Schwerpunkt Filmmusik an der Universität für Musik und darstellende Kunst Wien (MDW) bei Walter Werzowa.
Ihre musikalischen Werke beinhalten ein Orchesterwerk namens Volatile Vision für Sounds of Red Bull, das als Teil der Red Bull Scoring Challenge 2023 ausgewählt und im Februar 2024 an der Synchron Stage Vienna aufgenommen wurde und seine Premiere im Juni 2024 im Arthouse-Kino der Universität für Musik und darstellende Kunst Wien hatte.
Hannah Lena Rebel ist Mitglied einiger High-IQ-Societies wie Mensa International oder der International Society for Philosophical Enquiry. Seit 2023 ist sie außerdem ein Advisory Board Member der Royal Society of Arts (RSA).

## Biografie
Hannah Lena Rebel begann im Alter von drei Jahren mit einer professionellen Ballett- und Tanzausbildung, die sie 2007 an die Ballettakademie der Wiener Staatsoper und 2012 an die Musik und Kunst Privatuniversität der Stadt Wien führte. Bereits während ihrer Kindheit und Jugend hatte sie zahlreiche Auftritte als Tänzerin in den Opern Nabucco und Die Zauberflöte, beim Sommernachtskonzert in Schönbrunn 2011, im Theater Akzent, im Odeon Theater, im MuTh, Orpheum, Werk X und in Film und Fernsehen wie beispielsweise Universum History oder in der Serie Meiberger – Im Kopf des Täters.
Im Alter von 16 Jahren trat sie Mensa Österreich bei, woraufhin noch einige weitere Mitgliedschaften folgten, beispielsweise in der International Society for Philosophical Enquiry (ISPE), die regelmäßig philosophische und allegorische Texte wie ihre Musical Phenomena in Everyday Life in ihren Journalen veröffentlichen.
Nach ihrer Matura in Klavier und Musik begann sie mit ihren Studien in Komposition und Dirigieren am Prayner Konservatorium und anschließend mit einem Kompositionsstudium an der Universität für Musik und darstellende Kunst Wien (MDW). Im zweiten Studienabschnitt entschied sie sich für den Studienzweig Medienkomposition bei Walter Werzowa und schloss diesen im Juni 2024 mit dem Magistergrad ab.

## Karriere
In den Jahren 2020–2024 war Hannah Lena Rebel als Musiklehrerin an der Beth-Jakov-Schule tätig, für die sie auch ihre kleine Kinderoper Im Spielzeugladen komponierte, einstudierte und aufführte. Der Inhalt des Stücks wurde im Nachhinein auch in englischer Version in Form eines Buches namens Whimsical Wonders – A Toy Store's Timeless Tales veröffentlicht und von der slowakischen Künstlerin Petra Štefanková illustriert, genau wie ein weiteres ihrer Bücher namens Die Fliege auf dem Honigbrot, ein philosophisches Kinderbuch, das seine Ursprünge in den Texten Musical Phenomena in Everyday Life hatte.
Im Oktober 2023 war sie Teil der Red Bull Scoring Challenge, für die ihre Orchesterkomposition Volatile Vision für das Album The Orchestrals 1 ausgewählt wurde, die Musik an der Synchron Stage Vienna im Februar 2024 aufgenommen und das Album im Arthouse-Kino der Universität für Musik und darstellende Kunst Wien uraufgeführt wurde. Ihr musikalisches Schaffen beinhaltet außerdem Kurzfilme in Zusammenarbeit mit der Filmakademie Wien, ein Album mit 10 Tension/Suspense/Horror-Tracks für Amadea Music Productions, BigBand-Kompositionen wie ihre Toccatta, publiziert von der Universal Edition, aufgeführt 2022 im Porgy & Bess (Jazzclub) mit dem Austrian Jazzcomposers Orchestra, eine Zusammenarbeit mit Triumph Audio und mehr.
Neben ihrer Karriere in Komposition und Tanz ist Hannah Lena Rebel auch in den Bereichen der Organisation und des Management ausgebildet und hat Zertifikate und Mini-MBAs u. a. in den Bereichen Business Administration, Project und Innovation Management, Leadership erhalten.
Im September 2023 wurde sie Teil des Advisory Board der Royal Society of Arts (RSA). Darüber hinaus war sie auch Teil des alljährlichen Fellow Festival in London 2024, wurde in der RSA's 50 Famous Fellows List genannt und wurde 2024 zum RSA President's Dinner mit HRH The Princess Royal eingeladen. Im Juli 2024 wurde sie von der NYC Daily Post für einen zweiteiligen Beitrag zu ihrem künstlerischen Schaffen und Wirken interviewt, der kurz darauf auf den ersten Platz der Popular News innerhalb der NYC Daily Post kam. Im Anschluss daran wurde sie selbst Teil des Team der NYC Daily Post und führt seitdem regelmäßige Interviews für ihre eigenen Beiträge, beispielsweise mit Größen der Musikindustrie wie GRAMMY-Head Panos A. Panay, dem ehemaligen EMMY-Governor Michael A. Levine und vielen weiteren. 
Seit Jänner 2025 arbeitet Hannah Lena Rebel in der Abteilung für Ton- und Medientechnik an der Volksoper in Wien.

## Referenzen
1. ↑  IN MEDIAS RES | Institut für Kompositionsstudien, Ton- und Musikproduktion. Abgerufen am 26. Juni 2024.
2. ↑  Volatile Vision - The Orchestrals 1 - Sounds of Red Bull. In: Spotify. Abgerufen am 26. Juni 2024.
3. ↑  Red Bull Scoring Challenge. In: Facebook. Abgerufen am 26. Juni 2024.
4. ↑  Synchron Stage und MDW - Universität für Musik und Darstellende Kunst Wien. In: Facebook. Abgerufen am 26. Juni 2024.
5. ↑  Nabucco 2011. In: Archiv Wiener Staatsoper. Abgerufen am 26. Juni 2024.
6. ↑  Summer Night Concert Schönbrunn 2011. In: KlassikAkzente. Abgerufen am 26. Juni 2024.
7. ↑  KONSUNI Ballet & Performance Days Odeon Theater 2014. In: muk.ac.at. Abgerufen am 26. Juni 2024.
8. ↑  KONS/tanzt/juniors - Performances mit Tanzstudierenden. In: muk.ac.at. Abgerufen am 26. Juni 2024.
9. ↑  Telicom Preview - International Society for Philosophical Enquiry. Abgerufen am 26. Juni 2024.
10. ↑  Whimsical Wonders von Hannah Lena Rebel, FRSA - Buch. Abgerufen am 26. Juni 2024 (deutsch).
11. ↑  Die Fliege auf dem Honigbrot von Hannah Lena Rebel - Buch. Abgerufen am 26. Juni 2024 (deutsch).
12. ↑  European artist Petra Stefankova is a force to be reckoned with. In: The NYC Daily Post. The NYC Daily Post, 6. Juli 2024, abgerufen am 6. Juli 2024.
13. ↑  Red Bull Scoring Challenge. In: Facebook. Abgerufen am 26. Juni 2024.
14. ↑  Volatile Vision - The Orchestrals 1 - Sounds of Red Bull. In: Spotify. Abgerufen am 26. Juni 2024.
15. ↑  The Orchestrals 1. In: Spotify. Abgerufen am 26. Juni 2024.
16. ↑  A Capella Elektronik Filmmusik. In: Austrian Composers Week 2023. Abgerufen am 27. Juni 2024.
17. ↑  Hannah Lena Rebel: BigBandEvent 2022 - TOCCATTA - Porgy&Bess Jazzclub. 25. Mai 2024, abgerufen am 26. Juni 2024.
18. ↑  Toccatta. Abgerufen am 26. Juni 2024 (deutsch).
19. ↑  Business Administration, Certificate ID: 9400-171-869-9694. In: European Institute of Leadership and Management. Abgerufen am 26. Juni 2024.
20. ↑  Project Management, Certificate ID: 9400-171-943-2003. In: European Institute of Leadership and Management. Abgerufen am 26. Juni 2024.
21. ↑  Innovation Management, Certificate ID: 9400-171-869-9631. In: European Institute of Leadership and Management. Abgerufen am 26. Juni 2024.
22. ↑  Leadership, Certificate ID: 9400-171-943-1473. In: European Institute of Leadership and Management. Abgerufen am 26. Juni 2024.
23. ↑  Fellows Festival 2024. In: The Royal Society of Arts. Abgerufen am 26. Juni 2024.
24. ↑  50 Famous Fellows - RSA Journal. 15. März 2024, abgerufen am 26. Juni 2024 (englisch).
25. ↑  RSA: Nature stewardship: 2024 RSA President’s Lecture I RSA REPLAY. 14. Juni 2024, abgerufen am 26. Juni 2024.
26. ↑  Christopher DeWitt: A conversation with Royal Society of Arts Fellow Hannah Lena Rebel. The NYC Daily Post, 18. Juli 2024, abgerufen am 22. Juli 2024.
27. ↑  Entertainment Archives - NYC Daily Post. In: The NYC Daily Post. 22. Juli 2024, abgerufen am 22. Juli 2024.
28. ↑  Hannah Lena Rebel: From Cyprus to the Grammys: Panos A. Panay’s journey as president of the Recording Academy. In: NYC Daily Post. 6. September 2024, abgerufen am 2. Oktober 2024 (amerikanisches Englisch).
29. ↑  Hannah Lena Rebel: Former Emmy Governor Michael A. Levine: how he changed the TV industry. In: NYC Daily Post. 23. August 2024, abgerufen am 2. Oktober 2024 (amerikanisches Englisch).
30. ↑  Hannah Lena Rebel: Martin Lukesch on point sound sources at Austria’s Volksoper. In: The NYC Daily Post. The NYC Daily Post, 6. März 2025, abgerufen am 27. März 2025 (englisch).

| Personendaten    | Personendaten                                                                                            |
| ---------------- | --- |
| NAME             | Rebel, Hannah Lena                                                                                       |
| KURZBESCHREIBUNG | österreichische Komponistin, Tänzerin, Choreographin, Autorin und Fellow der Royal Society of Arts (RSA) |
| GEBURTSDATUM     | 21. Mai 2001                                                                                             |
| GEBURTSORT       | Wien |